# Цимаррон

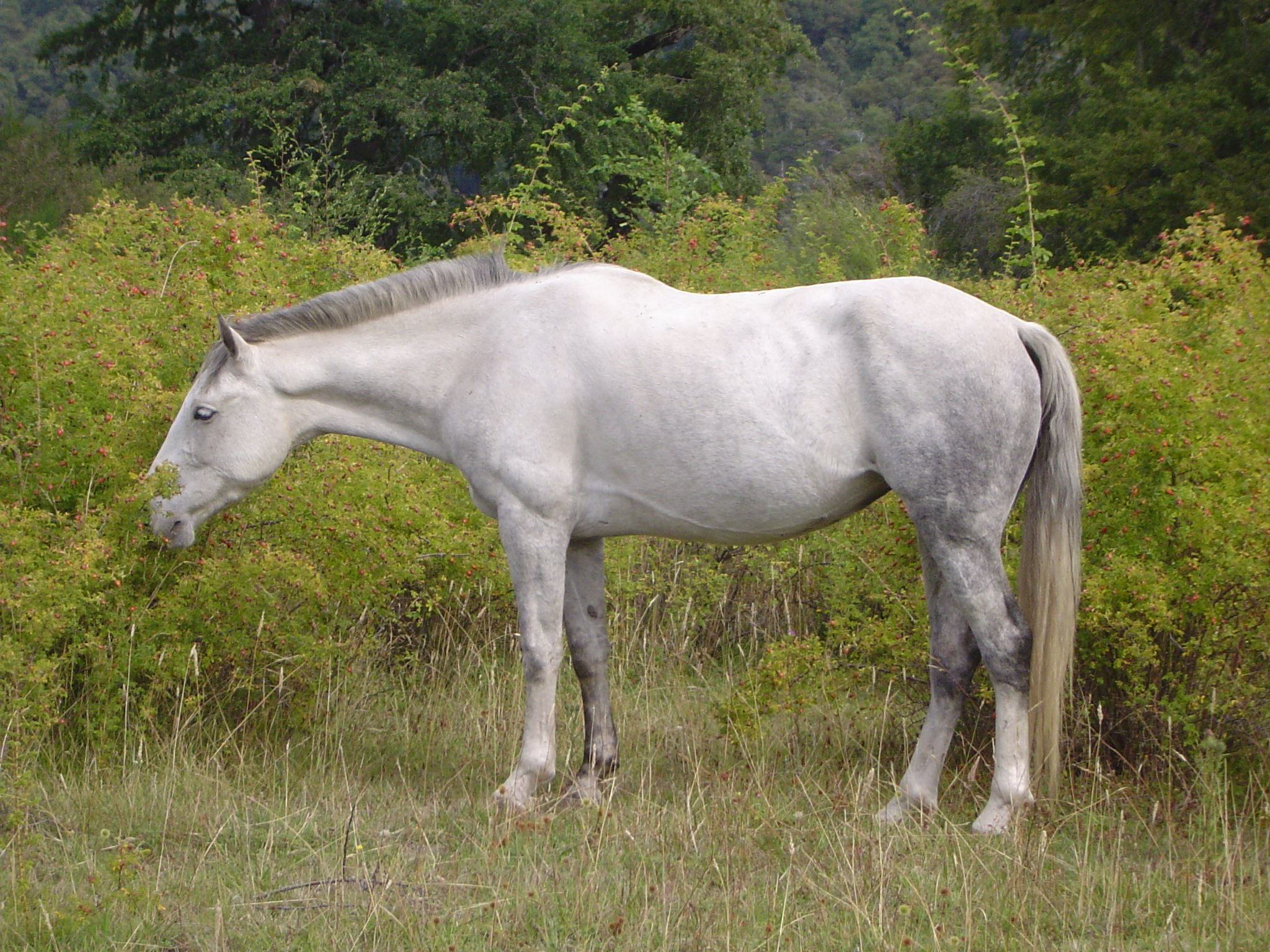
Цимаррон

Цимаррон (cimarron) — одичавшая лошадь пампасов Южной Америки, когда-то населявшая их в громадном количестве. Цимарроны произошли, как полагают, от нескольких жеребцов и кобыл андалузской породы, оставленных в 1537 году, когда колония Буэнос-Айрес была покинута жителями; уже к 1580 году лошади настолько размножились здесь, что распространились на юг до Магелланова пролива, на север до Парагвая. Влияние жизни на свободе выразилось в увеличении головы, удлинении ушей, утолщении сочленений и изменении характера шерсти. Гаучо ловили их с помощью лассо и болас и по укрощении получали хороших крепких лошадей; индейцы пампасов ели мясо кобыл и жеребят, кроме того, часто лошадей убивали ради шкур. В настоящее время цимарроны встречаются редко, из-за распашки пампы и распространения скотоводства.